# 锦竹
锦竹（学名：Bambusa subaequalis）为禾本科簕竹属下的一个种。

## 扩展阅读
- 維基物種上的相關：锦竹